# Slite köping
Denna artikel handlar om den tidigare kommunen Slite köping. För orten se Slite.
Slite köping var en tidigare kommun i Gotlands län. 

## Administrativ historik
Slite köping bildades den 1 januari 1936 (enligt beslut den 16 januari 1935) genom en ombildning av Othems landskommun. I avseende på fastighetsredovisningen motsvarades köpingen av Othems jordregistersocken.
I samband med kommunreformen den 1 januari 1952 inkorporerades i köpingen Boge landskommun med 423 invånare och omfattande en areal av 36,55 km², varav 34,98 km² land.
Köpingens gränser ändrades flera gånger (årtal avser den 1 januari det året om inget annat anges):
- 1956 - Till köpingen och Boge församling överfördes från Tingstäde landskommun och Bäls församling ett obebott område omfattande en areal av 0,48 kvadratkilometer, varav allt land.[4]
- 1963 - Från köpingen och Othems församling överfördes till Lärbro landskommun och Lärbro församling ett område med 2 invånare och omfattande en areal av 0,08 kvadratkilometer land.[5]
- 1964 - Till köpingen och Othems församling överfördes från Lärbro landskommun och Lärbro församling ett obebott område omfattande en areal av 0,46 kvadratkilometer land. Samtidigt överfördes till Slite köping och Boge församling dels ett obebott område omfattande en areal av 0,16 kvadratkilometer land från Vallstena församling, dels ett obebott område omfattande en areal av 0,17 kvadratkilometer land från Källunge församling, båda inom Dalhems landskommun.[5]

1 januari 1971 upplöstes köpingen och den uppgick i den nybildade Gotlands kommun. När Slite köping upplöstes hade den 2 434 invånare.
Kommunkoden 1952-1970 var 0960.

### Judiciell tillhörighet
I judiciellt hänseende tillhörde köpingen först Gotlands norra domsaga och Gotlands norra tingslag. Från den 1 januari 1943 tillhörde köpingen Gotlands domsaga och Gotlands norra tingslag och från 1 januari 1948 Gotlands domsaga och Gotlands domsagas tingslag.

### Kyrklig tillhörighet
Slite köping hörde i kyrkligt hänseende till Othems församling. 1 januari 1952 tillkom Boge församling.

## Heraldiskt vapen
Köpingen saknade vapen.

## Geografi
Slite köping omfattade den 1 januari 1952 en areal av 90,09 km², varav 87,66 km² land.

### Tätorter i köpingen 1960

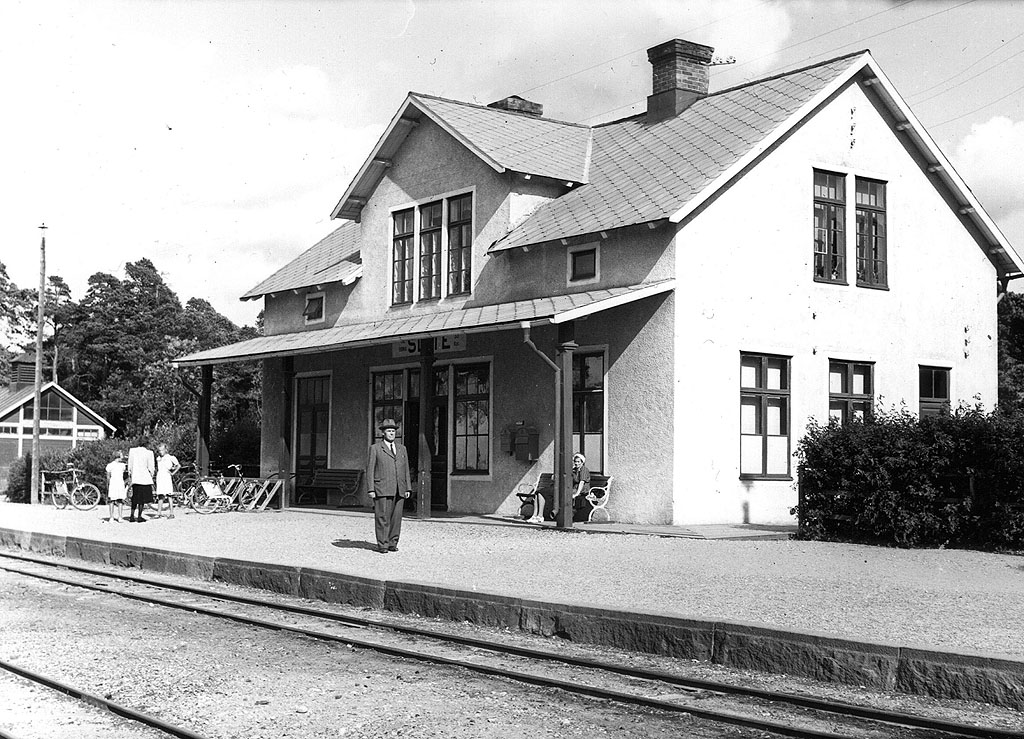
Slite station 1947

I Slite köping fanns tätorten Slite, som hade 1 751 invånare den 1 november 1960. Tätortsgraden i köpingen var då 69,1 procent.

## Näringsliv

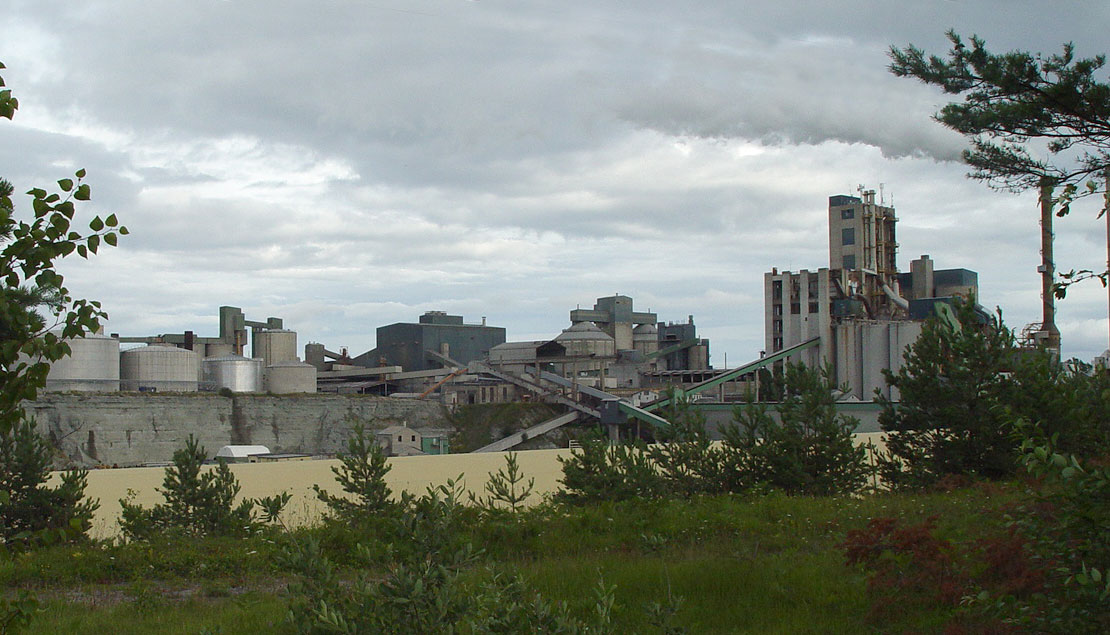
Cementa-fabriken i Slite.

Vid folkräkningen den 31 december 1950 var huvudnäringen för köpingens (med 1952 års gränser) befolkning uppdelad på följande sätt:
- 56,8 procent av befolkningen levde av industri och hantverk
- 15,2 procent av jordbruk med binäringar
- 9,1 procent av samfärdsel
- 8,9 procent av handel
- 6,7 procent av offentliga tjänster m.m.
- 2,1 procent av husligt arbete
- 1,1 procent av ospecificerad verksamhet.

Av den förvärvsarbetande befolkningen (1 125 personer) jobbade bland annat 26,8 procent i jord- och stenindustrin och 13,2 procent med jordbruk och boskapsskötsel. 30 av förvärvsarbetarna (2,7 procent) hade sin arbetsplats utanför köpingen.

## Befolkningsutveckling
| Befolkningsutvecklingen i Slite köping 1935–1965 | Befolkningsutvecklingen i Slite köping 1935–1965 | Befolkningsutvecklingen i Slite köping 1935–1965 | Befolkningsutvecklingen i Slite köping 1935–1965 | Befolkningsutvecklingen i Slite köping 1935–1965 |
| --- | ------------------------------------------------ | ------------------------------------------------ | ------------------------------------------------ | ------------------------------------------------ |
| |                                                  |                                                  |                                                  |                                                  |
| År |                                                  |                                                  | Folkmängd                                        |                                                  |
| 1935 | 1935                                             |                                                  | 1 869                                            |                                                  |
| 1940 | 1940                                             |                                                  | 2 038                                            |                                                  |
| 1945 | 1945                                             |                                                  | 2 137                                            |                                                  |
| 1950 | 1950                                             |                                                  | 2 298                                            |                                                  |
| 1955 | 1955                                             |                                                  | 2 730                                            |                                                  |
| 1960 | 1960                                             |                                                  | 2 532                                            |                                                  |
| 1965 | 1965                                             |                                                  | 2 553                                            |                                                  |
| Anm: Befolkning den 31 december enligt den administrativa indelningen den 1 januari följande år. 1 januari 1952 utökades köpingens yta med Boge församling. |                                                  |                                                  |                                                  |                                                  |

## Politik

### Andrakammarval 1952-1968
Siffrorna är avrundade så summan kan vara en annan än 100.
| Parti          | 1952  | 1956  | 1958  | 1960  | 1964  | 1968  |
| -------------- | ----- | ----- | ----- | ----- | ----- | ----- |
| H              | 11,3  | 13,6  | 15,7  | 12,7  | 12,5  | 10,0  |
| C              | 12,6  | 11,2  | 14,7  | 16,5  | *     | *     |
| F              | 16,7  | 16,7  | 9,1   | 9,9   | *     | *     |
| KDS            | *     | *     | *     | *     | *     | 0,6   |
| MP             | *     | *     | *     | *     | 24,9  | 24,6  |
| S              | 58,4  | 56,7  | 60,5  | 59,6  | 62,6  | 64,9  |
| VPK            | 1,0   | 1,8   | *     | 1,3   | *     | *     |
| Giltiga röster | 1 369 | 1 398 | 1 373 | 1 366 | 1 287 | 1 444 |

### Mandatfördelning i valen 1938-1966
| 12 | 1 | 7 |

| 18 |

| 15 | 2 | 7 |

| 22 |

| 16 | 2 | 1 | 5 |

| 20 | 4 |

| 21 | 4 | 6 | 4 |

| 31 |

| 20 | 4 | 6 | 5 |

| 31 |

| 20 | 6 | 3 | 6 |

| 31 |

| 21 | 5 | 4 | 5 |

| 30 | 5 |

| 20 | 6 | 4 | 5 |

| 29 | 6 |